# Береке (Аксуська міська адміністрація)
Береке́ (каз. Береке) — село у складі Аксуської міської адміністрації Павлодарської області Казахстану. Входить до складу Достицького сільського округу.
Населення — 1499 осіб (2021; 1590 у 2009, 1750 у 1999, 1758 у 1989).
Національний склад станом на 1989 рік:
- росіяни — 40 %
- німці — 30 %

До 2017 року село називалось Парамоновка.